# 지문항법
지문항법(地文航法, geonavigation, ground reference navigation) 또는 실측항법(實測航法)은 좌표 대신 눈으로 볼 수 있는 랜드마크를 이용하여 자신의 위치를 파악하며 항해하는 방법이다. 위치를 파악하는 가장 안전하고 정확한 방법이며 연안항법에 주로 이용된다. 지문항법에는 교차방위법, 수평협각법, 격시관측법, 중시선을 이용한 방법이 있다.